# Oenochlora imperialis
Oenochlora imperialis là một loài bướm đêm trong họ Geometridae.